# アイメリア・アセルブリナ
アイメリア・アセルブリナ（学名：Eimeria acervulina）とは、老齢の家禽にコクシジウム症を引き起こすアイメリア属の1種。傷害は小腸の前部1/3の領域に限局する。病理所見として白色ないし灰色の線状所見が筋肉上や小腸内部表面に認められる。病鳥の筋肉標本からオーシストを確認することができる。